# 古塔-克薩韋里夫西卡
51°5′20″N 28°57′45″E / 51.08889°N 28.96250°E
胡塔-克薩韋里夫斯卡（烏克蘭語：Гута-Ксаверівська），是烏克蘭北部的村落，隸屬日托米爾州的科羅斯滕區。該村面積0.538平方公里，海拔高度147米，2001年人口45，人口密度每平方公里83.64人。